# جستجوی سه‌گرام
جستجوی سه‌گرام (به انگلیسی: Trigram search) روشی برای جستجوی متن است، زمانی که نحو یا املای دقیق شی هدف دقیقاً شناخته نشده باشد یا زمانی که کوئری ممکن است عباراتی منظم باشند. اشیایی را پیدا می‌کند که با حداکثر تعداد سه رشته کاراکتر متوالی (به عنوان مثال تریگرام‌ها) در عبارات جستجوی وارد شده مطابقت دارند، که معمولاً تقریباً مطابقت دارند. می‌توان انتظار داشت که دو رشته با تریگرام‌های مشترک بسیار شبیه یکدیگر باشند. تریگرام‌ها همچنین امکان ایجاد کارآمد فهرست‌های موتور جستجو را برای جستجوهایی که عبارات منظم هستند یا دقیقاً با متن مطابقت دارند ایجاد می‌کنند. ایندکس‌ها می‌توانند به میزان قابل توجهی جستجو را تسریع کنند. یک آستانه برای تعداد منطبق‌های سه‌گرام می‌تواند به عنوان نقطه برش، پس از عدم تطابق یک نتیجه، مشخص شود.
استفاده از تریگرام‌ها برای تسریع جستجوها تکنیکی است که در برخی از سیستم‌ها برای جستجوی کد استفاده می‌شود، در شرایطی که کوئری‌هایی که عبارات منظم هستند ممکن است مفید باشند، در موتورهای جستجو مانند Elasticsearch , نیز مانند پایگاه داده‌هایی مانند PostgreSQL.

## مثال‌ها
رشته «alice» را در نظر بگیرید. سه‌گرام‌های رشته عبارتند از «ali", "lic» و «ice» بدون احتساب فاصله. جست‌وجوی این رشته در پایگاه‌داده‌ای با شاخص مبتنی بر تریگرام شامل یافتن این است که کدام اشیاء تا حد ممکن حاوی سه ثلث هستند.
به عنوان یک مثال عینی از استفاده از جستجوی تریگرام برای جستجوی عبارت منظم، جستجوی رشته ab[cd]e را در نظر بگیرید، جایی که براکت‌ها نشان می‌دهند که کاراکتر سوم در رشته مورد جستجو می‌تواند c یا d باشد. در این شرایط، می‌توان از ایندکس برای اشیایی که دو سه‌گرام abc و bce یا دو سه‌گرام abd و bde دارند پرس و جو کرد؛ بنابراین، یافتن این کوئری مستلزم عدم تطابق رشته‌ای نیست و فقط می‌تواند به‌طور مستقیم از ایندکس کوئری بزند که در عمل می‌تواند سریعتر باشد.